# Stadler GTW
I GTW (acronimo dal tedesco Gelenktriebwagen, automotrice articolata) sono una famiglia di automotrici ferroviarie articolate, prodotta dalla società svizzera Stadler Rail.
I treni sono a singolo piano ribassato, in numero di vetture varia tra due e quattro. L'unità di trazione, che utilizza la trasmissione elettrica, è posta tra le vetture e può essere  alimentata da linea aerea, sistema diesel-elettrico o bimodale. La velocità massima varia in base alla versione ed è al più di 140 km/h. Esistono versioni adatte a varie misure di scartamento.
I primi esemplari furono prodotti nel 1995 per la Biel-Täuffelen-Ins-Bahn (BTI); si trattava di treni a 2 casse a trazione elettrica e scartamento metrico.

## Versioni

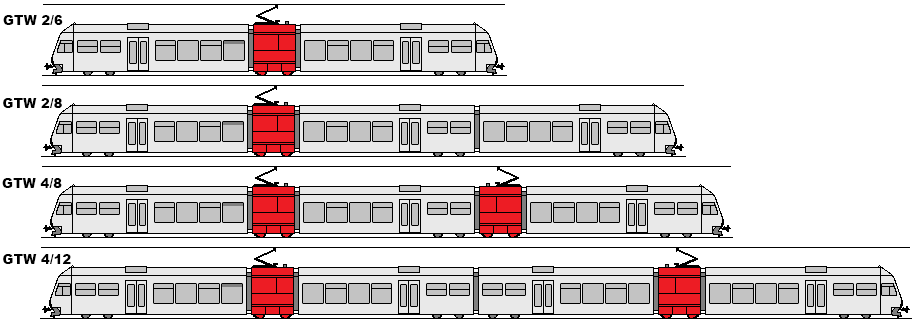
Confronto tra le versioni di GTW

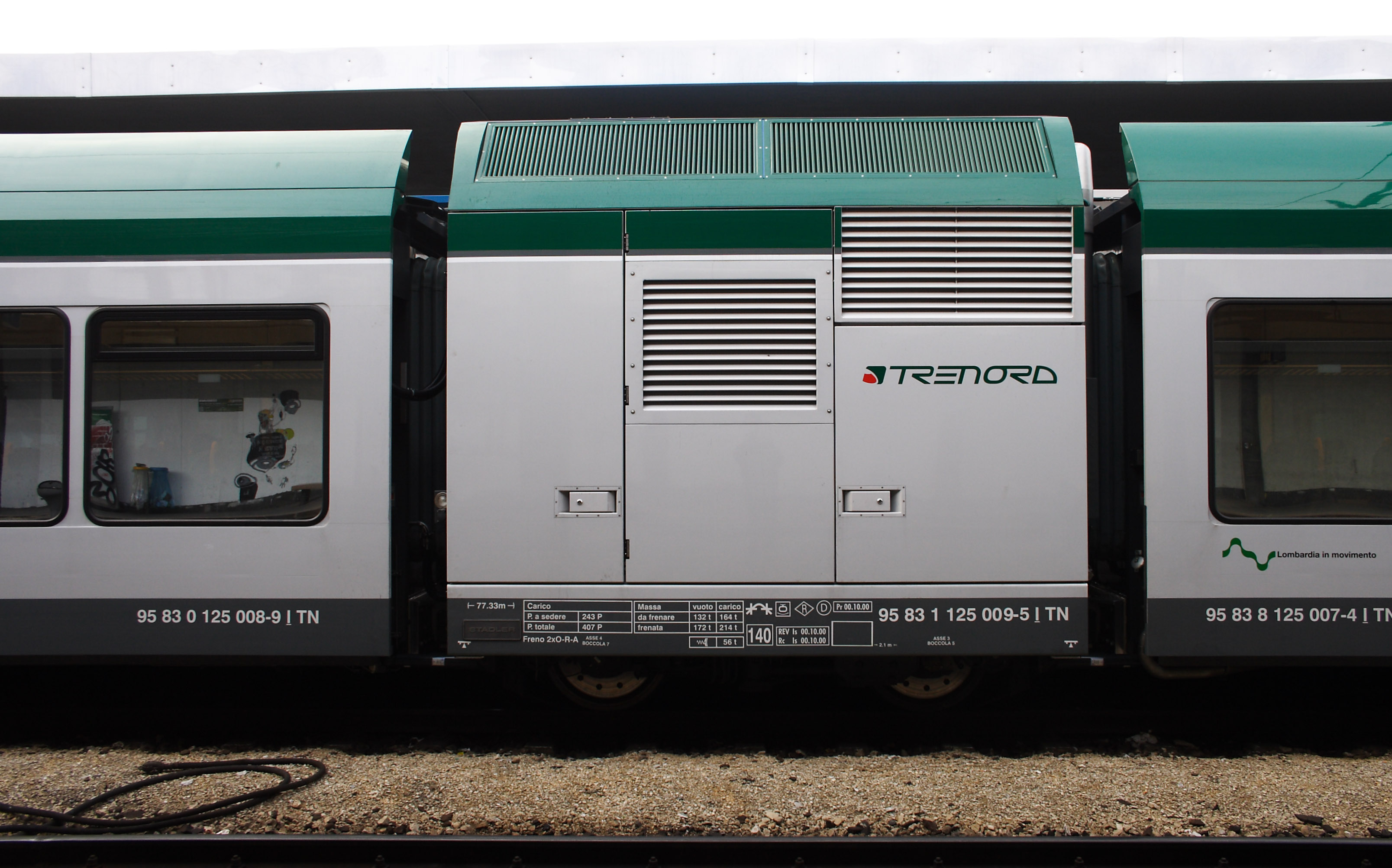
Sezione motore

I GTW si distinguono principalmente in 4 sottogruppi di differente rodiggio. Tali sottogruppi sono indicati da un codice a 2 cifre separate da una barra, in cui la prima cifra indica il numero di assi motori, e la seconda il numero di assi totali, secondo l'uso svizzero. Esistono le seguenti versioni:
- GTW 2/6: veicoli a 2 casse con un elemento motore centrale;
- GTW 2/8: veicoli a 3 casse con un elemento motore posto fra la prima e la seconda cassa;
- GTW 4/8: veicoli a 3 casse con due elementi motore, posti fra la prima e la seconda cassa, e fra la seconda e la terza;
- GTW 4/12: veicoli a 4 casse con due elementi motore, posti fra la prima e la seconda cassa, e fra la terza e la quarta.

Inizialmente era prevista la sola versione 2/6, le versioni maggiori furono progettate successivamente.